# Lech de Men-er-Menah
Le lech de Men-er-Menah (ou Kegil Berhed, quenouille de Brigitte, Queguil Brehet) est un lec'h de Locoal-Mendon, dans le Morbihan en France.

## Localisation
Le mégalithe est situé à environ 400 m à vol d'oiseau au nord-est du hameau de Le Plec et environ 350 m à vol d'oiseau à l'ouest du hameau de L'Istrec.

## Description
Le lec'h est composé de trois éléments superposés. Un cylindre tronconique mesurant 2,68 à 3 m en forme la base. Une pierre sommairement taillée portant un Christ en croix et une pierre conique coiffent le tout. L'ensemble mesure entre 3,50 et 4 m

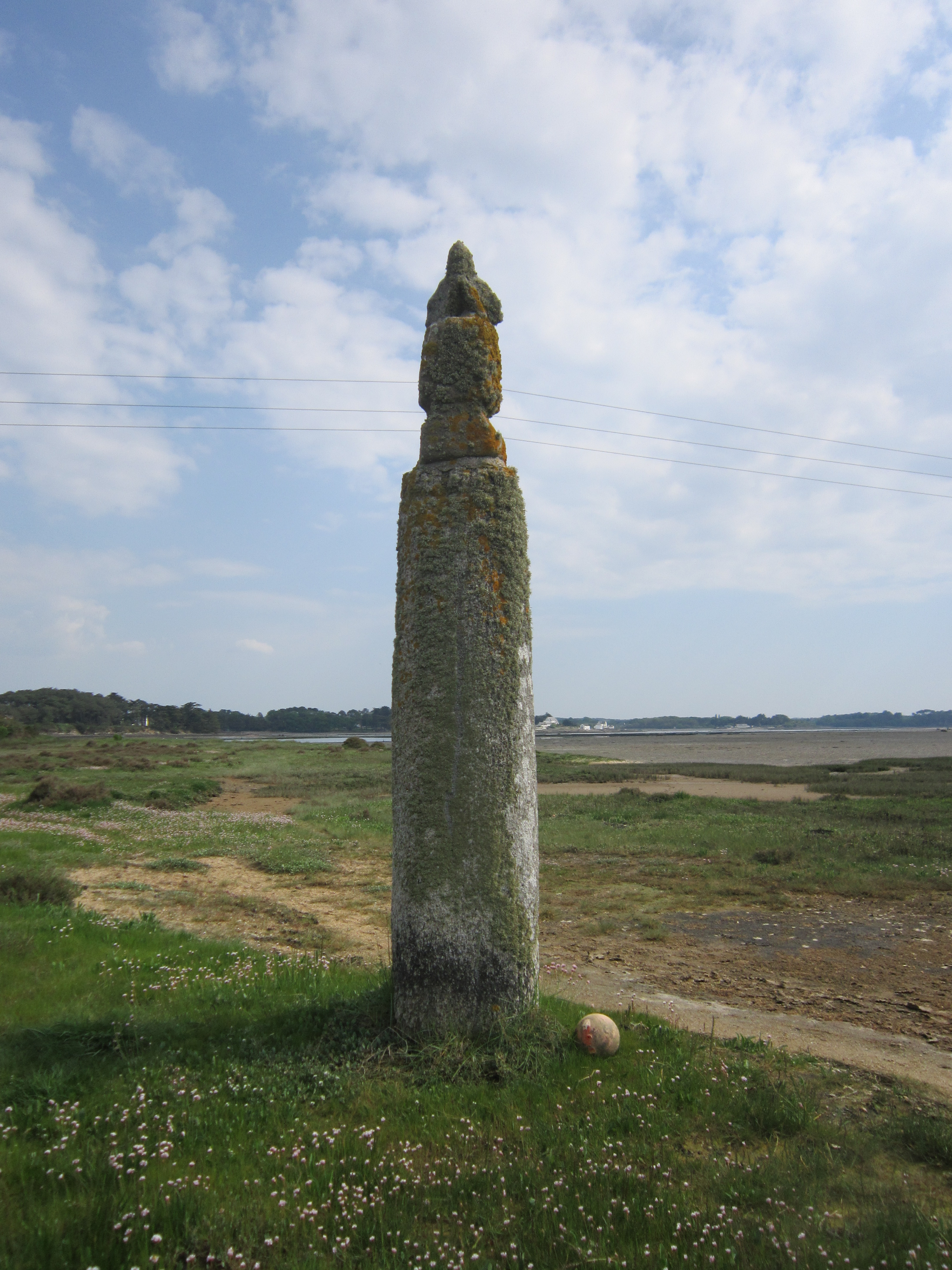
La quenouille Sainte-Brigitte à Locoal-Mendon.

## Historique
Le monument date de l'Âge du Fer.
Il est probablement christianisé au XVIIe siècle, lors de la construction de la chapelle Sainte-Brigitte au Plec.
Le lech est inscrit au titre des monuments historiques par arrêté du 13 mai 1937.

## Légende et symbolique
La légende dit que la "quenouille de Brigitte" fut abandonnée ici par sainte Brigitte avant de quitter la terre.
Sa forme (qui peut faire penser à un phallus) et le nom de "quenouille" est un symbole de fertilité, associé au culte de sainte Brigitte, grande guérisseuse du sexe féminin.